# Плотникове
Пло́тникове — село в Україні, у Конотопському районі Сумської області. Населення становить 5 осіб. До 2018 орган місцевого самоврядування — Чорнобривкинська сільська рада.

## Географія
Село Плотникове знаходиться на лівому березі річки Кубер; нижче за течією на відстані 3,5 км розташоване село Стрільники, на протилежному березі — село Пищикове.
На відстані 1 км від села Плотникове розташовані села Суворове і Іллінське, за 3,5 км — місто Путивль.

## Історія
12 червня 2020 року, відповідно до розпорядження Кабінету Міністрів України № 723-р «Про визначення адміністративних центрів та затвердження територій територіальних громад Сумської області», село увійшло до складу Путивльської міської громади.
19 липня 2020 року, в результаті адміністративно-територіальної реформи та ліквідації Путивльського району, увійшло до складу новоутвореного Конотопського району.

## Населення
Згідно з переписом УРСР 1989 року чисельність наявного населення села становила 8 осіб, з яких 3 чоловіки та 5 жінок.
За переписом населення України 2001 року в селі мешкало 5 осіб.

### Мова
Розподіл населення за рідною мовою за даними перепису 2001 року:
| Мова       | Чисельність | Відсоток |
| ---------- | ----------- | -------- |
| українська | 4           | 80%      |
| російська  | 1           | 20%      |
| Усього     | 5           | 100%     |